# Georg Amlung
 Georg Amlung (*  25. Dezember 1896 in Mainz; † 22. März 1973 in Hamburg) war ein deutscher Politiker der SPD.

## Leben und Politik
Georg Amlung lernte nach der Volksschule den Beruf des Drehers und war bis 1925 als Metallarbeiter bzw. Gemeindearbeiter tätig. Von 1914 bis 1918 war er als Kriegsteilnehmer im Ersten Weltkrieg beteiligt. In den Jahren 1923 bis 1925 war er als Vorsitzender des Gesamtbetriebsrates der städtischen Betriebe und von 1924 bis 1925 Vorsitzender der Filiale des Gemeinde- und Staatsarbeiterverbands in Mainz tätig.
Von 1925 bis 1933 war er Angestellter des Gemeinde- und Staatsarbeiterverbands bzw. seit 1929 des Gesamtverbands der Arbeitnehmer der öffentlichen Betriebe.
Er gehörte der Hamburgischen Bürgerschaft von September 1931 bis 1933 an. Er verließ 1933 die Fraktion der SPD und schloss sich der neu entstandenen Gewerkschaftsfraktion an.